# ノッティンガム・エクスプレス・トランジット
ノッティンガム・エクスプレス・トランジット（英語: Nottingham Express Transit）は、イングランド中心部のノッティンガムシャーにあるノッティンガムで運行される路面電車である。

## 概要
2004年3月に開業した。市内の中心部の活性化のためにPFI方式で建設された。総延長32km、51の駅で構成される。車両はボンバルディア製のAT6/5（インチェントロ）とアルストーム製のシタディスが運行される。開業当初は同じイギリスで先に開業していたシェフィールドのスーパートラムにおける失敗事例を重視して、車掌が乗務して乗車券を販売する方式が取られていたが、2016年からは信用乗車制が採用されている。

### 導入の背景
この路面電車が建設されるまで、1980年代以降のサッチャー政権下では郊外の遊休地を活用する政策により、大型小売店舗などが郊外に建設されたため、市内の中心部が求心力を失い、地盤沈下していた。その後、政策が見直され、中心部を活性化させる政策の一環として路面電車が建設され、併せてパークアンドライドが導入された。建設に際してはPFI方式を採用、路面電車とバス路線が競合したことで乗客が低迷し深刻な赤字問題に直面したシェフィールドの教訓を受け、行政が主導してバス会社をPFI事業のコンソーシアム（共同事業体）に組み込んでいる。

## 路線
2004年に開業した第一期線はノッティンガム駅前の通り（ステーションストリート）を起点にして、市の北部にあるハックノールへ至る路線とその途中で分岐し、フェニックスパークに至る2路線14kmの2系統で成り立っていた。市中心部の4km程は併用軌道で中心部のオールドスクエア付近はトランジットモールとなっている。またザ・フォーレストから車庫があるウィルキンソンストリートの間は道路幅員の関係上、上下線を分離して単線一方通行の併用軌道となっている。ウィルキンソンストリートから北部の郊外区間は既存鉄道線路の横を間借りする形の専用軌道となっており、終点のハックノールは鉄道線と乗り換え拠点として機能している。またフェニックスパークに至る支線はかつての炭鉱線の廃線跡を利用して建設されている。

## 車両
15輌のAT6/5と22輌のシタディス（Citadis）が運行される。
- AT6/5：15両、路面電車開業時に際し2003年に導入。
- Citadis：22両、クリフトンとビーストンへの延伸に際し2013年から2014年にかけて導入。

なお車番は201から始まっているが、1936年に廃止された旧ノッティンガム市電における車両の最大番号からの続番となっている。各車両には地元にまつわる有名人の名前が付けられており、205号はイギリスの著名な詩人であるバイロン、211号は中世イングランドの伝説上の人物であるロビン・フッドが付けられている。

## ギャラリー

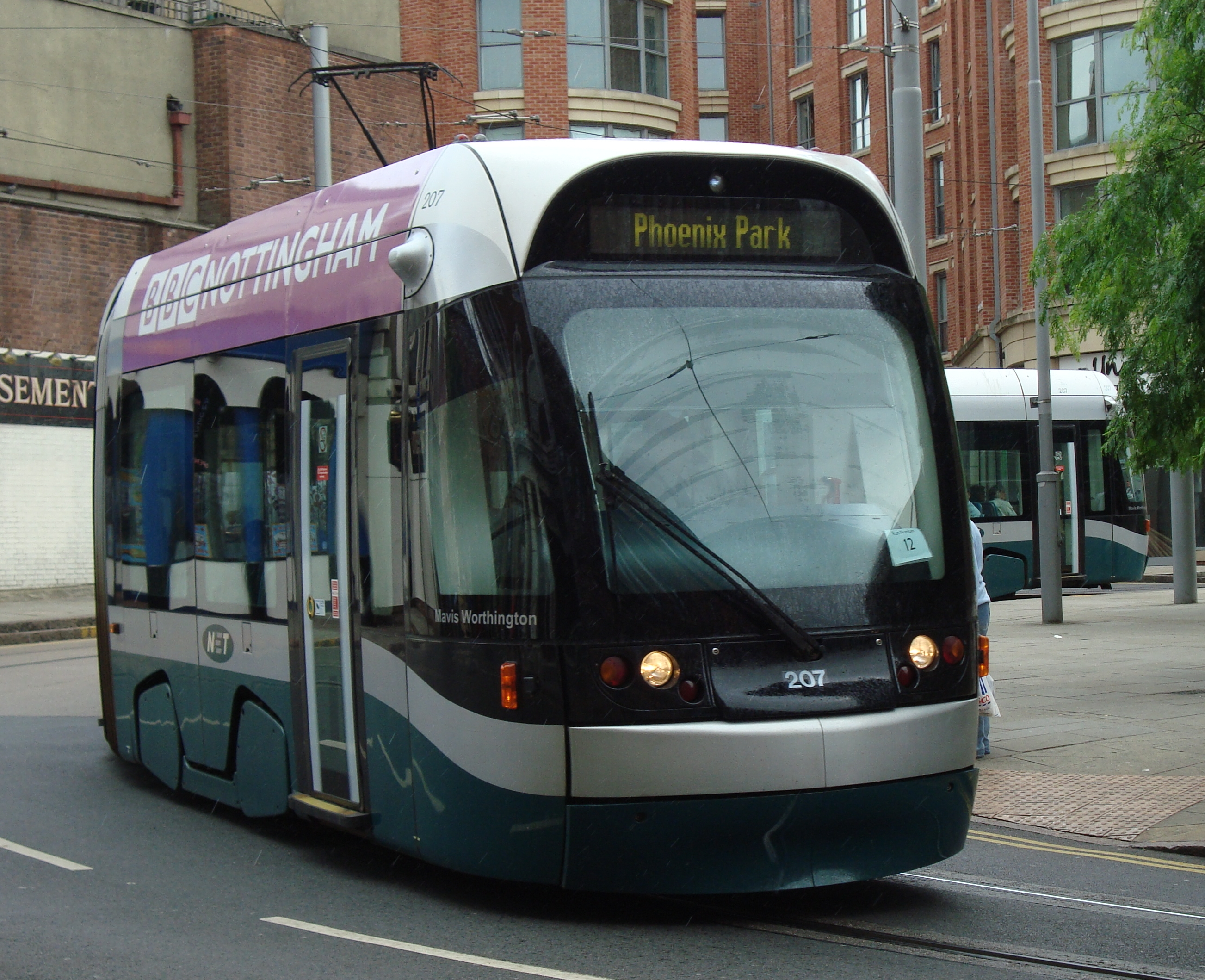
走行する新型低床路面電車
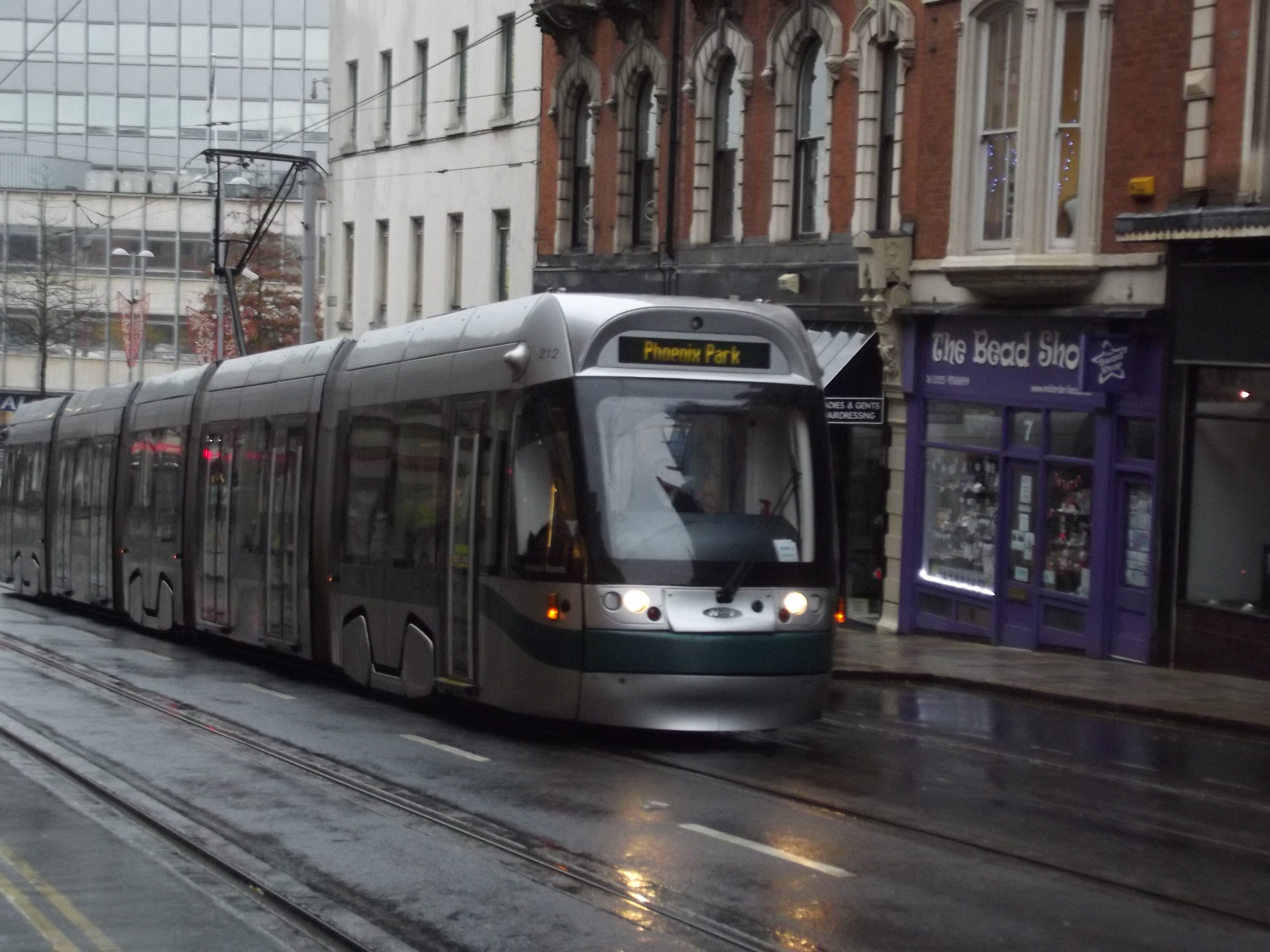
路面電車が走る様子
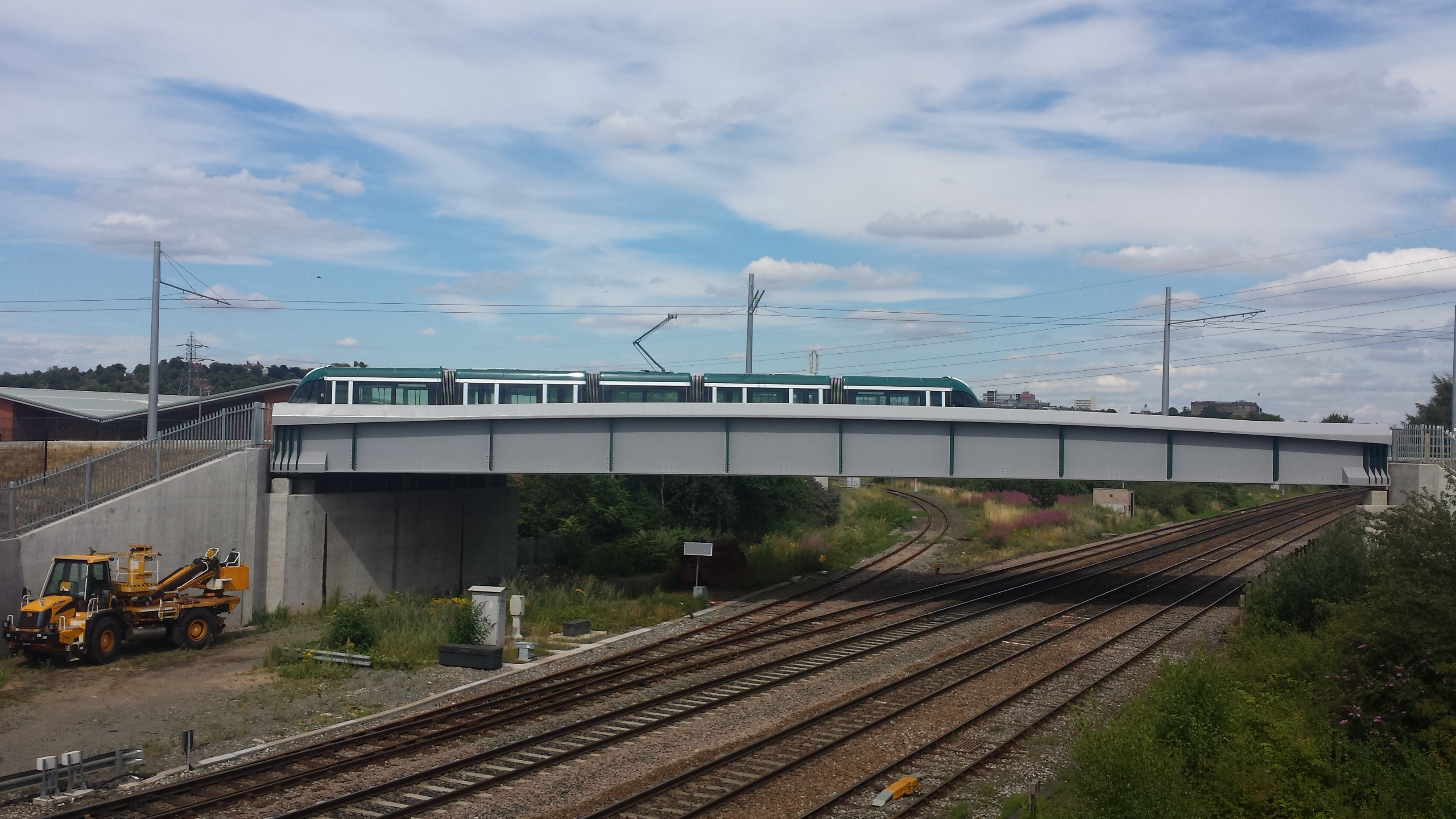
橋を渡る様子
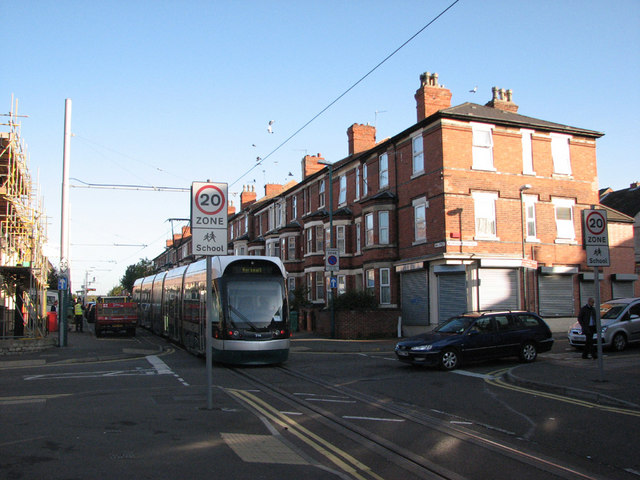
低床路面電車が走行する町並み。道路幅員の関係で単線となっている。
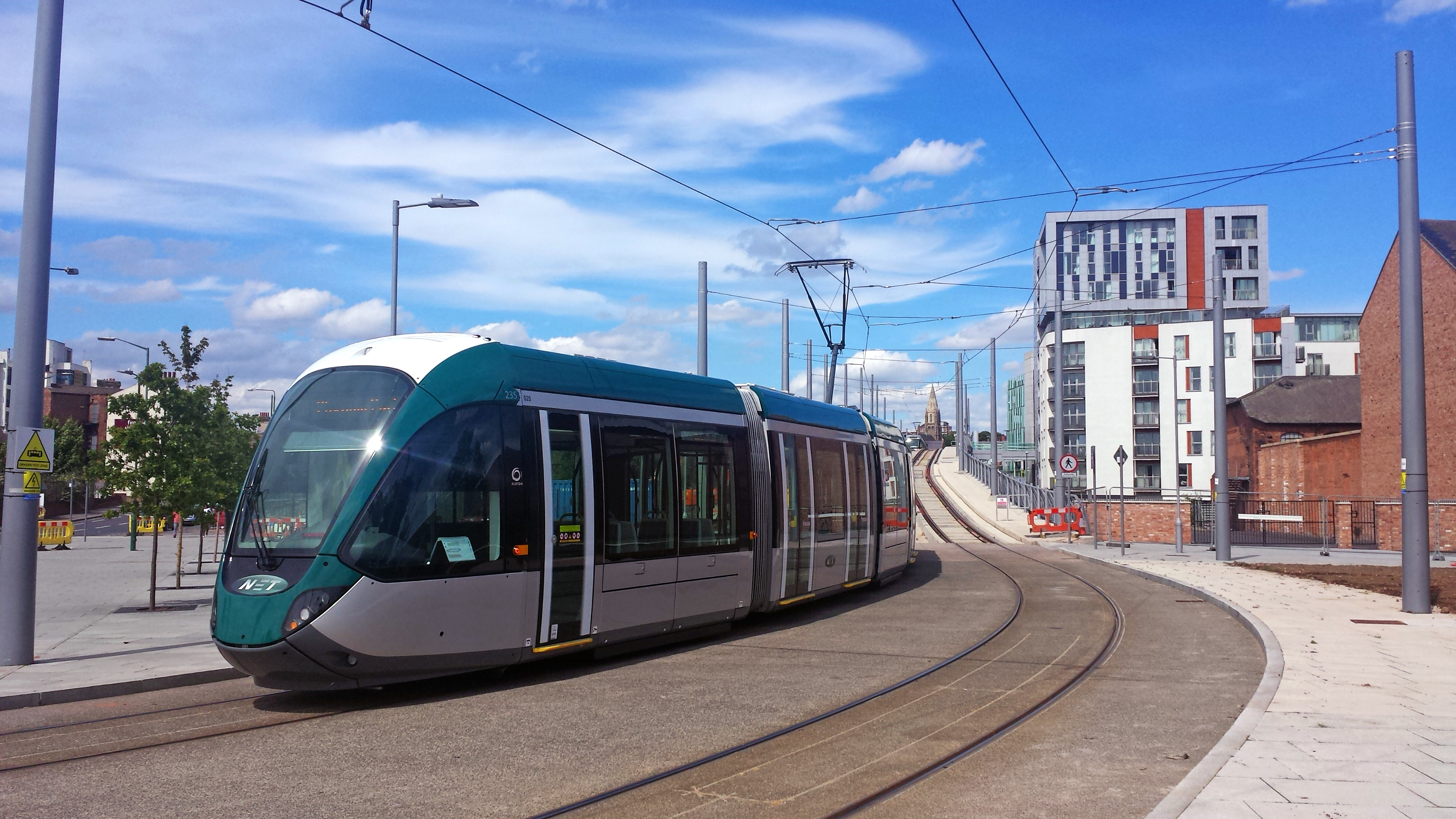
シタディス302がノッティンガム駅の路面電車停留所のランプに接近。
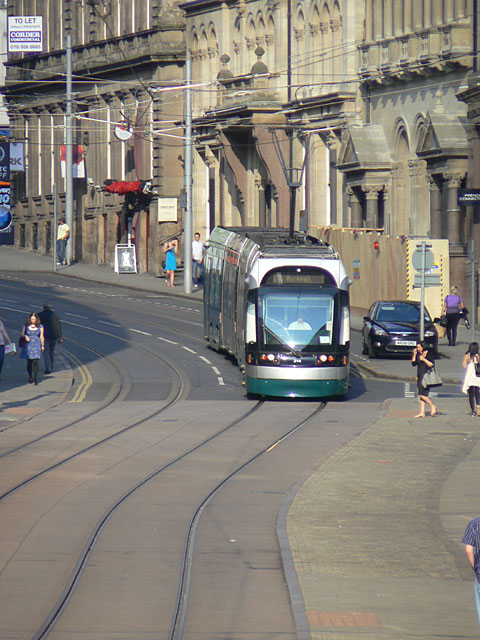
ヴィクトリア通りを走行する新型の低床車